# يبراتو مارسيال روخاس
يبراتو مارسيال روخاس (بالإسبانية: Liberato Marcial Rojas) (و. 1870 – 1922 م) هو صحفي، وشاعر، وسياسي من باراغواي ولد في أسونسيون.
تولى منصب رئيس الباراغواي .